# Línea 16 del Metro de Shanghái
La línea 16 es una línea meridional de la red del Metro de Shanghái. La línea corre completamente en el área Nueva de Pudong, comenzando desde Estación de Calle Longyang, pasando por el Parque de Animales Salvajes de Shanghái, la ciudad de Huinan, terminando en la Estación de Lago Dishui en Nanhui Xincheng (Ciudad Nueva de Nanhui). Tiene 5 ~ 8 trenes expresos en cada dirección todos los días. Otros trenes son servicios ordinarios, tienen paradas en todas las estaciones de la línea.

## Estaciones[2]
| O | EX | Nombre de la estación Castellano | Nombre de la estación Hanzi | Transbordo | Localización |
|   |    |                                  |                             |            |              |
| ● | ●  | Calle Longyang                   | 龙阳路                      | Maglev     | Pudong       |
| ● | ｜ | Calle Huaxia Medio               | 华夏中路                    |            | Pudong       |
| ● | ●  | Calle Luoshan                    | 罗山路                      |            | Pudong       |
| ● | ｜ | Zhoupu Este                      | 周浦东                      |            | Pudong       |
| ● | ｜ | Heshahangcheng                   | 鹤沙航城                    |            | Pudong       |
| ● | ｜ | Hangtou Este                     | 航头东                      |            | Pudong       |
| ● | ●  | Xinchang                         | 新场                        |            | Pudong       |
| ● | ｜ | Parque de Animales Salvajes      | 野生动物园                  |            | Pudong       |
| ● | ●  | Huinan                           | 惠南                        |            | Pudong       |
| ● | ｜ | Huinan Este                      | 惠南东                      |            | Pudong       |
| ● | ｜ | Shuyuan                          | 书院                        |            | Pudong       |
| ● | ●  | Avenida Lingang                  | 临港大道                    |            | Pudong       |
| ● | ●  | Lago Dishui                      | 滴水湖                      |            | Pudong       |